# Onorato di Amiens
San Onorato di Amiens, Honoré, a volte Honorius, Honortus (Port-le-Grand, VI secolo – 600 circa), è stato vescovo di Amiens. La sua memoria ricorre il 16 maggio (dies natalis).

## Vita
Nacque a Port-le-Grand (Ponthieu) vicino ad Amiens da una famiglia nobile. Si dice che fosse virtuoso sin dalla nascita. Fu istruito dal suo predecessore nel vescovado di Amiens, San Beato. Era contrario a essere eletto vescovo di Amiens, credendosi indegno di questo onore. Secondo la tradizione un raggio di luce di origine divina discese sulla sua testa alla sua elezione a vescovo. Apparve anche olio santo di origine sconosciuta sulla sua fronte.
Secondo una leggenda, quando si seppe nel suo paese natale che era stato proclamato vescovo, la sua bambinaia, che stava infornando il pane per la famiglia, rifiutò di credere che Onorato fosse stato elevato a un tale ruolo. Affermò che avrebbe creduto alla notizia solo se la pala che stava usando per infornare il pane avesse messo radici e si fosse trasformata in un albero. Quando la pala fu posta nella terra si trasformò in un cespuglio di more che diede fiori e frutti. Questo albero miracoloso era ancora mostrato nel sedicesimo secolo.
Alcune altre leggende narrano che egli stesso fu fornaio prima di diventare vescovo o che durante la celebrazione della Messa, i fedeli avrebbero visto la mano di Gesù scendere sull'altare per consacrare il pane eucaristico al posto del vescovo stesso.
Durante il suo vescovado scoprì le reliquie di Vittorico, Fusciano e Genziano, primi evangelizzatori di quella regione e tutti e tre martiri, che erano rimaste nascoste per 300 anni.

## Venerazione

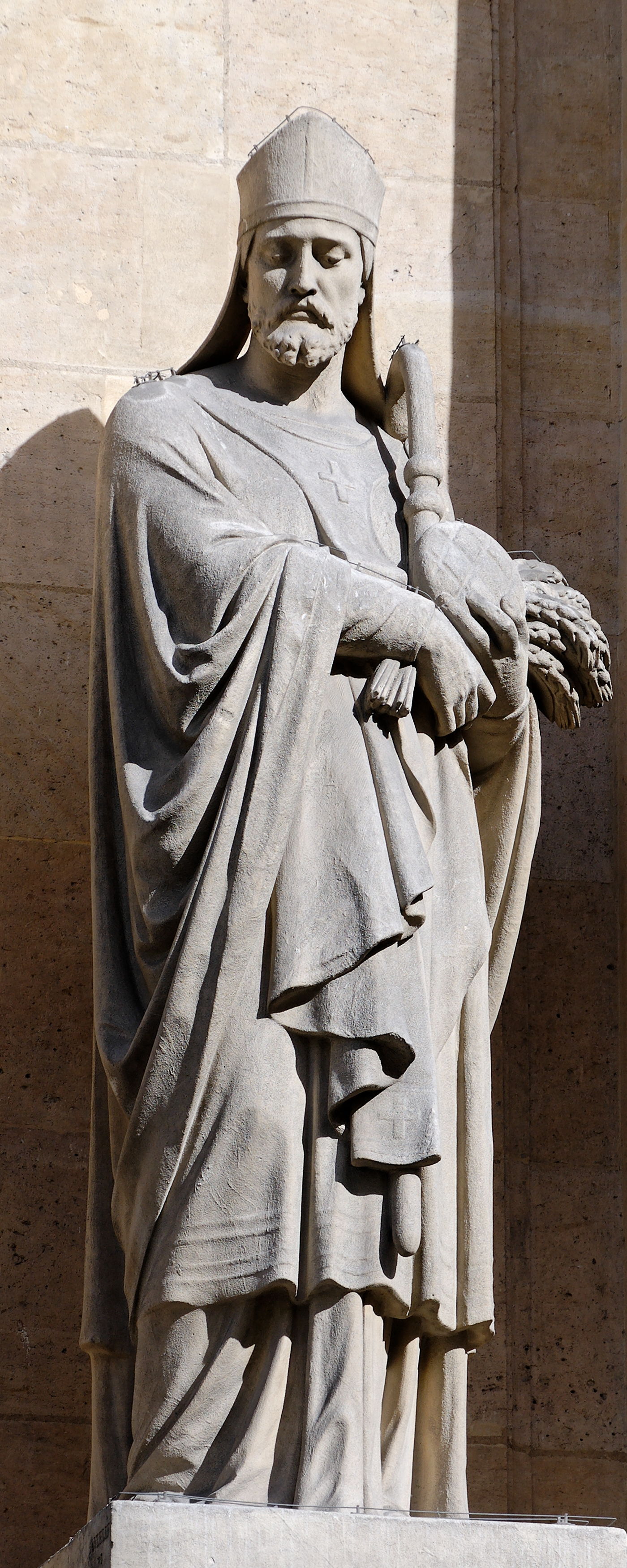
Sant'Onorato di Eugène Aizelin (1873), église Saint-Roch (Parigi)

La sua devozione era molto diffusa in Francia seguendo le testimonianze di numerosi miracoli quando il suo corpo fu riesumato nel 1060.
Dopo la sua morte, le sue reliquie furono invocate contro la siccità. Il vescovo Guy, figlio del Conte di Amiens, ordinò che fosse tenuta una processione, nella quale un'urna contenente le reliquie di Onorato fosse portata lungo le mura della città. Si dice che piovve poco dopo.
Nel 1202 un fornaio di nome Renold Theriens (Renaud Cherins) donò alla città di Parigi della terra per costruirvi una cappella in onore del santo. La cappella divenne una delle più ricche a Parigi e diede il suo nome a Rue du Faubourg Saint-Honoré. Nel 1400 i fornai di Parigi stabilirono la loro corporazione nella chiesa di Sant'Onorato, celebrando la sua festa il 16 di maggio e diffondendone il culto.
È anche patrono della Certosa di Abbeville, che fu fondata nel 1306.
Nel 1659 Luigi XIV ordinò che tutti i fornai osservassero la festa di Sant'Onorato e dessero donazioni in onore del santo e per beneficenza alla comunità.
Il suo nome è stato dato alla torta Saint Honoré.
Una statua di Onorato è posta nell'ingresso della Cattedrale di Amiens.